# Souselo
Souselo és una freguesia portuguesa del municipi de Cinfães, amb 9,17 km² d'àrea i 3.202 habitants (en el cens del 2011). La densitat poblacional n'és de 349,2 hab/km². La freguesia de Souselo té per límits: el riu Duero al nord; la freguesia d'Espadanedo, a l'est; la de Travanca, al sud; i el riu Paiva, a l'oest.
Les poblacions de major densitat de població són: Bolo, Cale, Couto, Covelo, Escamarão, Fonte Coberta i Souselo.
És un poble molt antic: apareix documentat l'any 870. Formà part del municipi de Sanfins, fins a la seua extinció, el 24 d'octubre de 1855, data en què s'integrà al municipi de Cinfães.

## Població
| Població de la freguesia de Souselo | Població de la freguesia de Souselo | Població de la freguesia de Souselo | Població de la freguesia de Souselo | Població de la freguesia de Souselo | Població de la freguesia de Souselo | Població de la freguesia de Souselo | Població de la freguesia de Souselo | Població de la freguesia de Souselo | Població de la freguesia de Souselo | Població de la freguesia de Souselo | Població de la freguesia de Souselo | Població de la freguesia de Souselo | Població de la freguesia de Souselo | Població de la freguesia de Souselo |
| ----------------------------------- | ----------------------------------- | ----------------------------------- | ----------------------------------- | ----------------------------------- | ----------------------------------- | ----------------------------------- | ----------------------------------- | ----------------------------------- | ----------------------------------- | ----------------------------------- | ----------------------------------- | ----------------------------------- | ----------------------------------- | ----------------------------------- |
| 1864                                | 1878                                | 1890                                | 1900                                | 1911                                | 1920                                | 1930                                | 1940                                | 1950                                | 1960                                | 1970                                | 1981                                | 1991                                | 2001                                | 2011                                |
| 1 673                               | 1 887                               | 1 931                               | 2 014                               | 2 150                               | 2 289                               | 2 442                               | 2 823                               | 3 191                               | 2 997                               | 3 114                               | 3 520                               | 3 355                               | 3 407                               | 3 202                               |

## Patrimoni
- Illot d'Outeiro
- Església de Nossa Senhora da Natividade de Escamarão
- Capelles d'Escamarão, del Senhor Jesus, de São Sebastião i de Santo António
- Tomba Aplomada
- Sepultura de Concelhô
- Cases de Vila Meã i de Vilela
- Creus de terme de Santa Eulàlia i del Calvari
- Platja fluvial
- Llogaret d'Escamarão
- Tram del riu Douro